# استان نیگاتا

جایگاه استان نیگاتا در ژاپن.

استان نیگاتا یکی از استانهای کشور ژاپن است که در جزیره هونشو قرار گرفته‌است. مساحت آن ۱۲۵۸۲ کیلومترمربع می‌باشد. جمعیت این استان در سال ۲۰۰۵ بیش از ۲۴۴۴۱۰۸ نفر برآورد شده‌است.
استان نیگاتا از نظر تقسیمات کشوری بخشی از ناحیه چوبو به حساب می‌آید. مرکز این استان شهر نیگاتا است.
نیروگاه هسته‌ای کاشیوازاکی کاریوا، بزرگ‌ترین نیروگاه هسته‌ای جهان در این استان قرار دارد.